# Порт-Аллен (Луїзіана)
Порт-Аллен (англ. Port Allen) — місто (англ. city) в США, в окрузі Вест-Батон-Руж штату Луїзіана. Населення — 4939 осіб (2020).

## Географія
Порт-Аллен розташований за координатами 30°26′38″ пн. ш. 91°12′27″ зх. д. / 30.44389° пн. ш. 91.20750° зх. д. (30.443814, -91.207410).  За даними Бюро перепису населення США в 2010 році місто мало площу 8,61 км², з яких 7,33 км² — суходіл та 1,27 км² — водойми.

## Демографія
Згідно з переписом 2010 року, у місті мешкало 5180 осіб у 2068 домогосподарствах у складі 1336 родин. Густота населення становила 602 особи/км².  Було 2206 помешкань (256/км²).
Расовий склад населення:
| - 58,0 % — чорних або афроамериканців - 39,9 % — білих - 0,1 % — корінних американців - 0,1 % — азіатів |

До двох чи більше рас належало 1,1 %. Частка іспаномовних становила 1,5 % від усіх жителів.
За віковим діапазоном населення розподілялося таким чином: 22,8 % — особи молодші 18 років, 63,0 % — особи у віці 18—64 років, 14,2 % — особи у віці 65 років та старші. Медіана віку мешканця становила 36,5 року. На 100 осіб жіночої статі у місті припадало 87,5 чоловіків;  на 100 жінок у віці від 18 років та старших — 81,7 чоловіків також старших 18 років.
Середній дохід на одне домашнє господарство  становив 54 764 долари США (медіана — 37 269), а середній дохід на одну сім'ю — 68 285 доларів (медіана — 52 774). За межею бідності перебувало 25,7 % осіб, у тому числі 47,9 % дітей у віці до 18 років та 11,4 % осіб у віці 65 років та старших.
Цивільне працевлаштоване населення становило 2270 осіб. Основні галузі зайнятості: освіта, охорона здоров'я та соціальна допомога — 20,5 %, мистецтво, розваги та відпочинок — 12,2 %, виробництво — 12,0 %.